# Marie des Anges (Operti)
Pour les articles homonymes, voir Marie des Anges (homonymie).
Joséphine Marguerite Operti (1871-1949) ((it) Giuseppa Margherita Operti), plus connus sous son nom en religion Marie des Anges, est une religieuse italienne fondatrice de la congrégation des Sœurs Carmélites de Sainte Thérèse en 1894.
En cours de béatification, elle a été déclarée vénérable le 17 juin 2017 par le pape François.

## Biographie

### Enfance
Joséphine Marguerite Operti, surnommée Giuseppina, est né le 16 novembre 1871 à Turin. Son père, Giacomo Operti est fonctionnaire du ministère des Finances du royaume d'Italie. Sa mère est la baronne Adele Sinaglia. Elle est la seconde enfant de la famille (elle a un frère ainé). Elle est baptisée le 18 du mois, dans l'église de Sainte-Barbara à Turin. Sa famille s'installe ensuite à Marene (petit village proche de Coni). C'est là qu'elle fait sa première communion à l'âge de neuf ans, dans l'église paroissiale. Sa famille, très pieuse, influence beaucoup la jeune fille.
Le 22 juin 1885, son frère Ernesto décède de la tuberculose. Son père, décède à son tour trois mois plus tard, le 25 septembre. Restée seule avec sa mère, les deux femmes « surmontent leur douleur » et s'investissent dans des œuvres caritatives et pastorales. Avec sa mère, elle fait plusieurs pèlerinages dans différents sanctuaires italiens ou étrangers.

### La fondatrice
À 15 ans, lors d'une visite au sanctuaire d'Oropa, elle découvre la spiritualité carmélitaine. La jeune fille est immédiatement séduite, et le 17 juin 1886 elle entre, avec sa mère, dans le Tiers-Ordre carmélite. A 20 ans, elle souhaite entrer dans la vie religieuse. Elle est attirée par le couvent de carmélites de Moncalieri, mais ne souhaite pas laisser sa mère seule. En 1893, la mort d'une de ses tantes la met à la tête d'une fortune familiale.
En 1893, avec le soutien du curé du village et de sa mère, elle décide de créer une institution pour les jeunes filles pauvres. Elle réalise des travaux d'adaptation de la maison familiale de Marene, et « l'institut Saint-Joseph » est inauguré le 6 juillet 1894.
Dans le même temps, elle avait élaboré, avec l'archevêque de Turin, Mgr Davide Riccardi, de former une communauté religieuse liée à l'Ordre du Carmel, qui combinerait la vie contemplative à la vie apostolique, en particulier à destination de l'éducation des enfants pauvres et des orphelins. Avec l'aide du père Giorgio Gallina (son directeur spirituel) et de deux carmélites venues de Gênes, Mère Teresa et Mère Flavia, elle débute, avec quatre postulantes, la vie communautaire de sa petite communauté.
Le 27 décembre 1894, les premières Constitutions sont approuvées par l'archevêque. Le 19 mars 1895, dans sa paroisse de Marene, Joséphine et sa mère Adèle revêtent l'habit du Carmel. Joséphine prend le nom de sœur Marie des Anges et sa mère de sœur Joséphine de Sainte Thérèse. Mgr Riccardi, présent à la cérémonie, nomme les deux femmes prieure et vice-prieure de la communauté.
Le 6 octobre 1897, l'institut obtient son agrégation de l'Ordre du Carmel sous le nom de Tertiaires carmélitaines. Dans les années qui suivent, la communauté, s'agrandit avec une fondation à Cherasco en 1899, puis une autre à Turin. Le 30 mai 1907, la congrégation ouvre une maison à Milan, où une autre communauté carmélite les rejoint pour s'intégrer au Tertiaires de Turin,.

### La séparation en deux branches
Mère Marie des Anges estimant avoir terminé « sa tâche de fondatrice », décide de renoncer à son poste de prieure et de se retirer au noviciat pour une vie plus contemplative. Après le décès de sa mère, le 18 octobre 1904, elle décide d'embrasser la vie monastique, et avec l'accord de ses supérieurs, le 25 août 1905, elle entre dans le monastère carmélite de Moncalieri. Mais après quelques mois, malade, elle doit retourner à Marene, dans son couvent, pour se soigner. Très vite, elle est nommée supérieure générale de sa congrégation.
Plusieurs religieuses souhaitant opter pour une vie contemplative, la question de la scission de la congrégation en deux branches est abordée en chapitre. En 1908, le Chapitre général, sous la direction du Père Giorgio Gallina et Mgr Ezio Gastaldi, décide de donner aux religieuses qui le désirent, la possibilité de choisir la vie contemplative. L'institut est alors scindé en deux branches, l'une cloîtrée et l'autre apostolique. Mère Marie des Anges se retire avec les sœurs qui ont choisi la vie apostolique. Le 16 juillet 1913, l'archevêque de Turin signe le décret de séparation de la communauté cloîtrée, et le 19 mars 1914, il approuve les constitutions de la branche de la vie apostolique. La branche de vie apostolique, dirigée par Mère Térèse de Jésus, devient en 1934 un Institut religieux de droit pontifical, il réalise plusieurs fondations. La Congrégation pour les religieux valide définitivement ses constitutions en 1941,.

### Fin de vie
Le 21 avril 1920, le monastère de Marene obtient la reconnaissance canonique. En 1934, la communauté déménage dans son nouveau monastère de Turin. Réélue prieure en 1939, elle démissionne de son poste en 1941 pour se concentrer sur la formation des religieuses.
Durant la Seconde Guerre mondiale, le monastère rencontre d'énormes problèmes, dont les bombardements. Du 16 août 1943 au 9 janvier 1944, Mère Marie des Anges est contrainte de déménager (avec trois autres sœurs) au château de Salza, dans le village de Marene.
Devenue âgée, elle décède brutalement le 7 octobre 1949.
Le 17 septembre 1995, les restes mortels de la religieuse sont transférés dans l'église paroissiale de Marene, dans la chapelle dédiée à Notre-Dame du Mont-Carmel.

## Béatification
Son procès en béatification a été ouvert à Turin en 1991. Il s'est terminé en 1995.
Elle est déclarée vénérable par le pape François le 16 juin 2017.

## Les Sœurs Carmélites de Sainte Thérèse
La congrégation des Tertiaires de Turin est renommée en Sœurs Carmélites de Sainte Thérèse le 14 mars 1970. Les religieuses vivent la spiritualité carmélitaine avec des actions caritatives et apostoliques dans les écoles, dans les maisons de retraite, dans les hôpitaux et dans les paroisses.
La congrégation est présente en Italie, en Roumanie, à Madagascar et en République Centrafricaine. La Maison généralice est située à Turin.